# Lisa Rinzler
Lisa Rinzler (* 30. November 1955 in New Jersey) ist eine US-amerikanische Kamerafrau und Fotografin. Sie war bisher an über 70 Dokumentar- und Spielfilmen beteiligt. Seit 2005 ist sie Mitglied der Academy of Motion Picture Arts and Sciences.

## Leben und Werk
Lisa Rinzler studierte Malerei am Pratt Institute in New York und wechselte dann an die Tisch School of the Arts der New York University, wo sie ihren Abschluss in Cinematographie machte.
Nach dem Studium arbeitete sie als Kameraassistentin für Fred Murphy und Nancy Schreiber und war in der Produktion von Musikvideos tätig. 1979 brachte die Brooklyn Academy of Music den Film Dance, ein Gemeinschaftsprojekt von Lucinda Childs, Philip Glass und Sol LeWitt heraus, bei dem sie zusammen mit Sol LeWitt Regie führte. 1983 fotografierte sie die Videos für Mary Luciers 2-Channel-Installation Ohio Giverny, die 2017 im LOOP Video Art Festival in Barcelona in einer Einzelshow wieder gezeigt wurde.
Zu einer ersten Zusammenarbeit mit Wim Wenders kam es 1982 in seinem Kurzfilm Reverse Angle. Ein Brief aus New York. Wenders nennt seinen Film „eine Reflektion über das Filmemachen in Europa und Amerika.“ In den folgenden Jahren filmte sie eine Reihe von Spielfilmen und einige Dokumentationen, u. a. über Robert Mapplethorpe (1982), William Carlos Williams (1986) und Lilyan Sievernichs John Huston and the Dubliners (1987). Dieser Film wurde 1988 auf dem Sundance Film Festival für den großen Preis der Jury als bester Dokumentarfilm nominiert.
1993 und 1995 führt sie die Kamera für zwei Spielfilme der beiden Hughes-Brüder, Menace II Society (1993) und Dead Presidents (1995), für ersteren wurde sie mit dem Independent Spirit Award für die beste Kamera ausgezeichnet. 1994 arbeitete sie wieder mit Wim Wenders bei dem Film Lisbon Story und 1999 war sie auch an Buena Vista Social Club beteiligt. 2002 fotografierte sie ein weiteres Mal einen Wim-Wenders-Film – The Soul of a Man aus der Serie Martin Scorsese Presents the Blues und 2018 Papst Franziskus – Ein Mann seines Wortes. 
Lisa Rinzler hat im Lauf ihrer Karriere eine ganze Reihe von Filmen über Musiker, bildende Künstler, Fotografen und Filmemacher gedreht. 1984 inszenierte Robert Mapplethorpe den Film Lady über sein Model Lisa Lyon mit Lisa Rinzler an der Filmkamera. Ebenfalls 1984 entstand Mapplethorpes Film Still Moving, ein 16-mm-Film in Schwarzweiß über Patti Smith, in dem Rinzler Mapplethorpe im Dialog Patti Smith filmte, und wenn er dabei ist, die Sängerin mit seiner Hasselblad zu fotografieren.
1989 drehte Keith Griffiths in Kooperation mit The Factory, dem Museum of Modern Art und dem Whitney Museum of American Art den Dokumentarfilm Warhol’s Cinema 1963-1968: Mirror for the Sixties mit Rinzler an der Kamera. Der für das Fernsehen produzierte Film wird gelegentlich in Museen im Rahmen von Warhole-Ausstellungen gezeigt. 2000 produzierte Ed Harris den mehrfach mit Preisen ausgezeichneten Film Pollock, in dem er selbst die Rolle von Jackson Pollock übernahm und Rinzler die Kamera führte.
2002 folgten mit The Soul of a Man, 2004 mit Lightning in a Bottle von Antoine Fuqua und 2005 mit Scorseses Dokumentarfilm No Direction Home – Bob Dylan, in dem sie zum Kamerateam von Mustapha Barat gehörte, drei weitere Musikfilme.
2015 besuchte Laura Israel mit Lisa Rinzler den damals 92-jährigen Robert Frank, interviewte ihn und sprach mit ihm über seine Arbeit als Fotograf und über die Stationen seines Lebens. Das Interview bildet die Grundlage für den Dokumentarfilm Dont’t Blink – Robert Frank. Ebenfalls 2015 wurde auf der Grundlage von François Truffauts Buch Mr. Hitchcock, wie haben Sie das gemacht? der Film Hitchcock/Truffaut produziert, in dem Truffaut sich in einem über 50 Stunden geführten Interview mit Hitchcock über das Filmemachen unterhält. Lisa Rinzler gehörte in dem von Kent Jones inszenierten Film zu dem sechsköpfigen Kamerateam. 2016 gehörte sie zum Kamerateam von Lisanne Skyler, die in ihrem TV-Kurzfilm dem Weg nachgeht, den Andy Warhols Brillo Box (3 ¢ off) auf dem Kunstmarkt genommen hat, die sich einst im Besitz von Skylers Eltern befunden hatte. Skyler verfolgt mit einem sehr persönlichen Blick die Karriere dieser Box (Originalpreis $200), die ihre Eltern einst für $1000 erworben hatten und die nach Stationen in diversen Galerien schließlich 2010 bei Christie’s für $3.3 Millionen versteigert wurde.

## Ausstellungen
- 1981: Inside Spakes, Gruppenausstellung, MOMA New York[18]
- 2004: Lisa Rinzler. Forgotten Suitcases, Emotional Baggage. New York State Museum[19]
- 2010: Lisa Rinzler’s The Grass Is Green, Frank Pictures Gallery, Santa Monica, CA.[20]
- 2011: Lisa Rinzler, Photographs on Glass, Frank Pictures Gallery, Santa Monica, CA.[21]
- 2018: Richard Kroehling, Dollarland, 13-Channel-Installation, Woodstock Artists Association & Museum[22]